# Olpium australicum
Espèce
Olpium australicum est une espèce de pseudoscorpions de la famille des Olpiidae.

## Distribution
Cette espèce est endémique d'Australie. Elle se rencontre dans la plaine de Nullarbor en Australie-Occidentale et en Australie-Méridionale.

## Description
Le mâle holotype mesure 2,3 mm.

## Étymologie
Son nom d'espèce lui a été donné en référence au lieu de sa découverte, l'Australie.

## Publication originale
- Beier, 1969 : Neue Pseudoskorpione aus Australien. Annalen des Naturhistorischen Museums in Wien, vol. 73, p. 171-187 (texte intégral).